# Römisch-katholische Kirche in Haiti

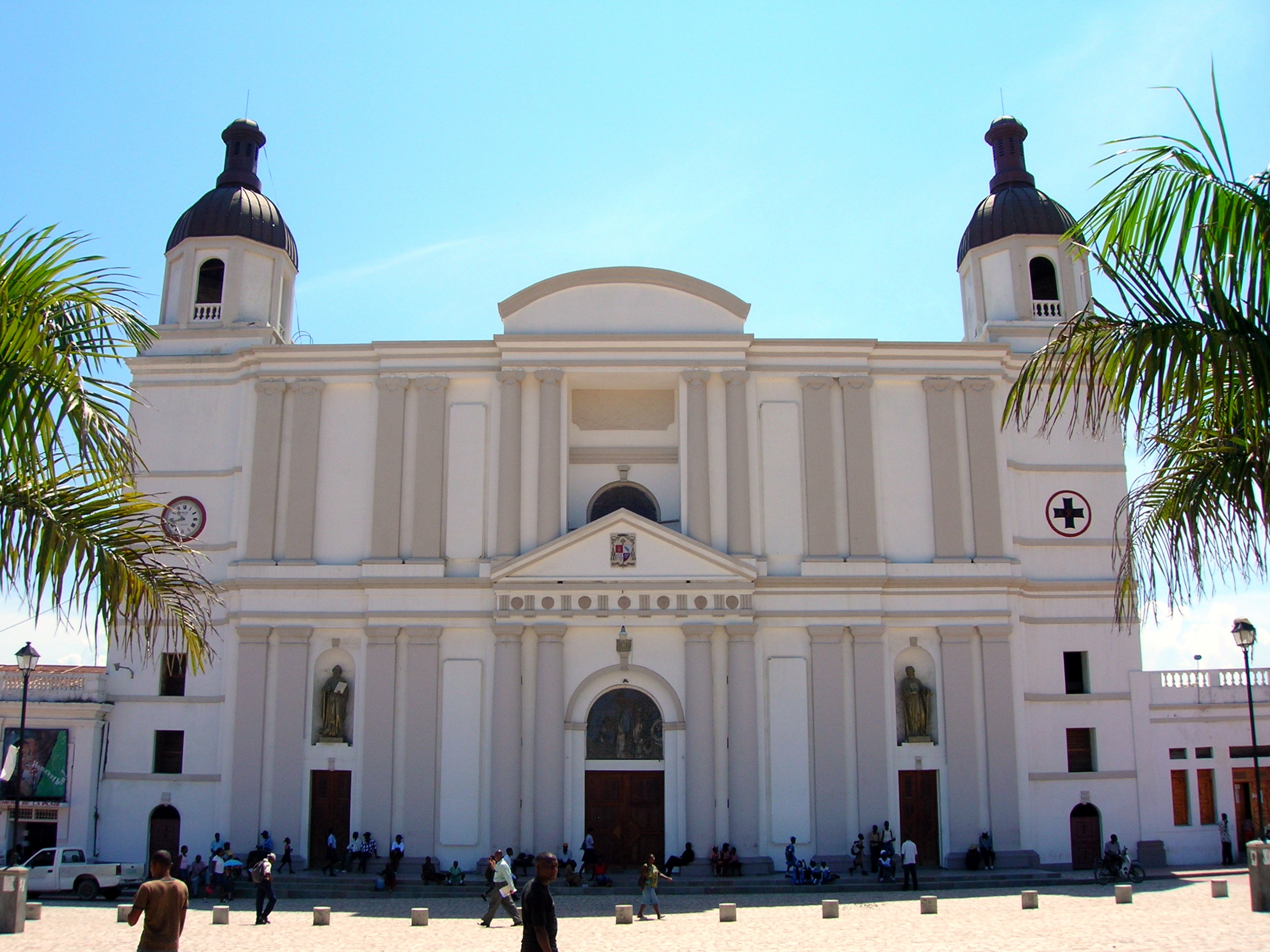
Die Kathedrale von Cap-Haitien

Die römisch-katholische Kirche in Haiti ist Teil der weltweiten römisch-katholischen Kirche.

## Organisation
80 % der Haitianer sind Katholiken. Das größte Bistum, das Erzbistum Port-au-Prince, zählt 2.851.000 Katholiken. Ihm folgen das Erzbistum Cap-Haïtien mit 794.000 und das Bistum Les Gonaïves mit 791.558 Katholiken. Die römisch-katholische Kirche in Haiti ist in zwei Erzbistümer und acht dazugehörende Suffraganbistümer gegliedert.
Ein Meilenstein in der Inkulturation des Evangeliums war die 1985 veröffentlichte Übersetzung der Bibel in die Volkssprache, das Kreyòl.
Vorsitzender der haitianischen Bischofskonferenz (CEH) ist seit 2021 Erzbischof Launay Saturné. Apostolischer Nuntius in Haiti war zuletzt bis Januar 2024 Erzbischof Francisco Escalante Molina.

## Geschichte
1968 wurde die haitianische Ordenskonferenz (Conférence Haïtienne des Religieux) gegründet. Papst Johannes Paul II. besuchte 1983 Haiti.
Bei dem schweren Erdbeben in Haiti 2010 kamen nach Angaben des damaligen Nuntius Bernardito Cleopas Auza vom 14. Februar 2010 neben dem Erzbischof von Port-au-Prince, Joseph Serge Miot, auch sieben Diözesanpriester, 31 Seminaristen sowie mindestens 31 Ordensmänner und Ordensfrauen ums Leben. Des Weiteren wurden 60 und damit die Mehrzahl der Pfarrkirchen und Gemeindeeinrichtungen in der Hauptstadt zerstört.

## Bistümer in Haiti
- Erzbistum Cap-Haïtien: Bistum Fort-Liberté, Bistum Hinche, Bistum Les Gonaïves, Bistum Port-de-Paix
- Erzbistum Port-au-Prince: Bistum Anse-à-Veau et Miragoâne, Bistum Jacmel, Bistum Jérémie, Bistum Les Cayes